# 28622 Gabadirwe
28622 Gabadirwe este o planetă minoră (asteroid), cu un diametru de 3,56 km, din centura de asteroizi. A fost descoperită pe 27 martie 2000 la Stația Anderson Mesa de Lowell Observatory Near-Earth-Object Search. 
Obiectul prezintă o orbită caracterizată de o semiaxă mare de 2,865018 UAi, o excentricitate de 0,13, o înclinație de 2,17928 ° în raport cu ecliptica.